# Золотая марка
Золота́я ма́рка (нем. Goldmark) — денежная единица Германской империи и Веймарской республики.
Официальное наименование валюты — «марка» (нем. Mark). После создания нового государства из нескольких десятков немецких государств после Франко-прусской войны 1870—1871 годов монетным законом от 1871 года была введена новая денежная единица — марка. В течение 43 лет её обменный курс оставался неизменным и соответствовал 0,358425 г чистого золота за одну марку.
Через 3 дня после вступления Германской империи в Первую мировую войну 4 августа 1914 года свободный обмен монет и банкнот на золото был прекращён. Последовавшая инфляция привела к полному обесцениванию бумажных денег. Если в начале 1917 года золотые монеты обменивались по курсу 1,3 бумажной марки за 1 золотую, то в 1919 курс составил уже 14,5 бумажных марок. Гиперинфляция привела к тому, что в 1923 году новую рентную марку обменивали на 1 триллион бумажных.
С началом Первой мировой войны Германская империя столкнулась с целым рядом трудностей. Одной из них были громадные финансовые затраты на ведение войны. Это способствовало возникновению острой нехватки наличных денег в обороте, то есть демонетизации экономики. Серебро и золото быстро исчезло из оборота. Вскоре население стало накапливать и разменную монету из меди. В условиях, когда центральный банк не мог продолжать массовую чеканку монет из благородных металлов, ряду городов было разрешено выпускать собственные деньги чрезвычайных обстоятельств (нем. Notgeld). Таким образом на территории государства, кроме денег, выпускавшихся центральным правительством, стало циркулировать более 5 тысяч типов денежных знаков различных территорий.
При этом на фоне наличия в обороте постоянно обесценивающихся бумажных денег, а также тысяч типов нотгельдов, монеты из серебра и золота Германской империи официально оставались законным платёжным средством. Демонетизированы они были только в августе 1924 года с введением новой денежной единицы — рейхсмарки.
В условиях развала финансовой системы для противопоставления деньгам чрезвычайных обстоятельств и постоянно обесценивающимся банкнотам (бумажной марке) в употребление вошло понятие «золотая марка».

## История

### Предпосылки введения

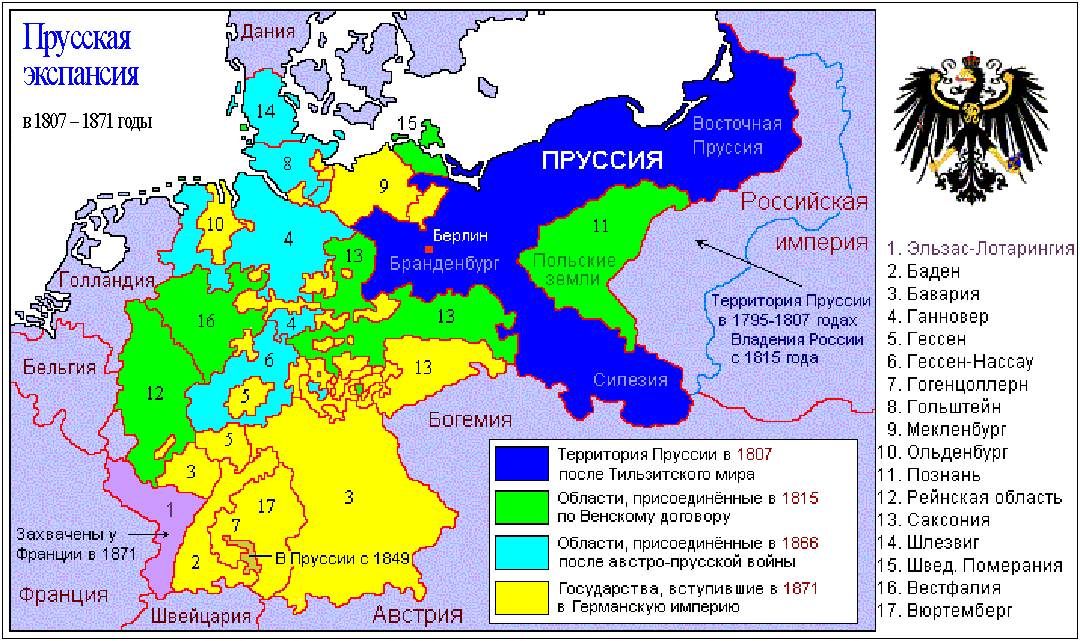
Процесс объединения Германии в 1815—1871 годах

По результатам Венского конгресса 1815 года одновременно существовало 35 монархических государств и 4 свободных города с преобладающим немецким населением. Все они обладали полным суверенитетом определять свою внутреннюю и внешнюю политику, в том числе тип и вес циркулирующих на их территории монет. Чрезвычайное разнообразие денежных систем приводило к целому ряду трудностей. Резко возрастали транзакционные издержки, постоянная необходимость обменивать одни деньги на другие при переезде в соседнюю область создавала неудобства не только для путешественников, но и для проведения торговых операций.
Отсутствие единой денежной системы тормозило процессы объединения немецких княжеств и королевств в единое государство и создавало целый ряд трудностей. Германский союз в 1815 году снял все ограничения на передвижение по своей территории. Результатом стали миграционные процессы, определяемые рынком труда. Таможенные барьеры были упразднены в 1834 году при создании Таможенного союза. В него вошло большинство германских государств. Одним из пунктов договора была декларация о необходимости унификации монетных систем.
25 августа 1837 года южногерманскими государствами был подписан Мюнхенский монетный договор, в соответствии с которым был создан Южно-Германский монетный союз с единой монетной стопой: 24,5 гульдена из кёльнской марки (233,855 г чистого серебра).. Соответственно, 1 гульден содержал около 9,5 г чистого серебра. Разменной монетой стал крейцер. 60 крейцеров составляли 1 гульден. В свою очередь, различные государства, входящие в монетный союз, чеканили производные крейцера — 1⁄2 и 1⁄4 крейцера, пфенниги и геллеры.
Большинство немецких государств, не вошедших в Южно-Германский монетный союз, в 1838 году подписали Дрезденскую монетную конвенцию. Учитывая необходимость унификации денежных систем, согласно подписанному договору, была принята следующая монетная стопа: 7 двойных талеров (нем. Doppeltaler) из марки. Таким образом, новая денежная единица стала эквивалентной двум прусским талерам и 3,5 гульденам Южно-Германского монетного союза. 1 талер был равным 30 грошам. В Саксонии грош состоял из 10 пфеннигов, в то время как в других государствах из 12, что создавало целый ряд неудобств.
После революции 1848—1849 годов в Пруссии её влияние на государства Германского союза было значительно ослаблено. На этом фоне Австрия стала требовать полноценного участия в германском таможенном союзе, что ещё более ослабило бы степень влияния Пруссии. В 1854 году был согласован компромиссный договор. Страны-участники договорились создать общую монетную систему между Австрией и германским таможенным союзом. В ходе переговоров представители Австрии настаивали на введении золотого стандарта. Это предложение было категорически отвергнуто большинством германских государств, так как ослабляло их местную валюту. Для Пруссии, чей талер был основной денежной единицей таможенного союза, введение золотого стандарта было крайне невыгодным. В результате в 1857 году была подписана Венская монетная конвенция, которая унифицировала валюты стран Южно-Германского монетного союза, стран-участниц Дрезденской конвенции и Австрии.
Согласно Венской монетной конвенции, основной весовой единицей для стран-участниц конвенции вместо кёльнской марки становился «таможенный фунт» (нем. Zollpfund), равный 500 граммам. Для стран Дрезденской монетной конвенции устанавливалась монетная стопа в 30 талеров из одного таможенного фунта, для Южно-Германского монетного союза — 52,5 гульдена, для Австрии — 45 гульденов. Подписание этого договора означало незначительное обесценивание двух немецких денежных единиц (на 0,22 %) при сохранении обменного курса — 2 талера = 3,5 гульдена. При этом австрийский гульден обесценился на 5,22 %. Одновременно Австрия перешла на десятичную монетную систему, 1 гульден стал равен 100 крейцерам.

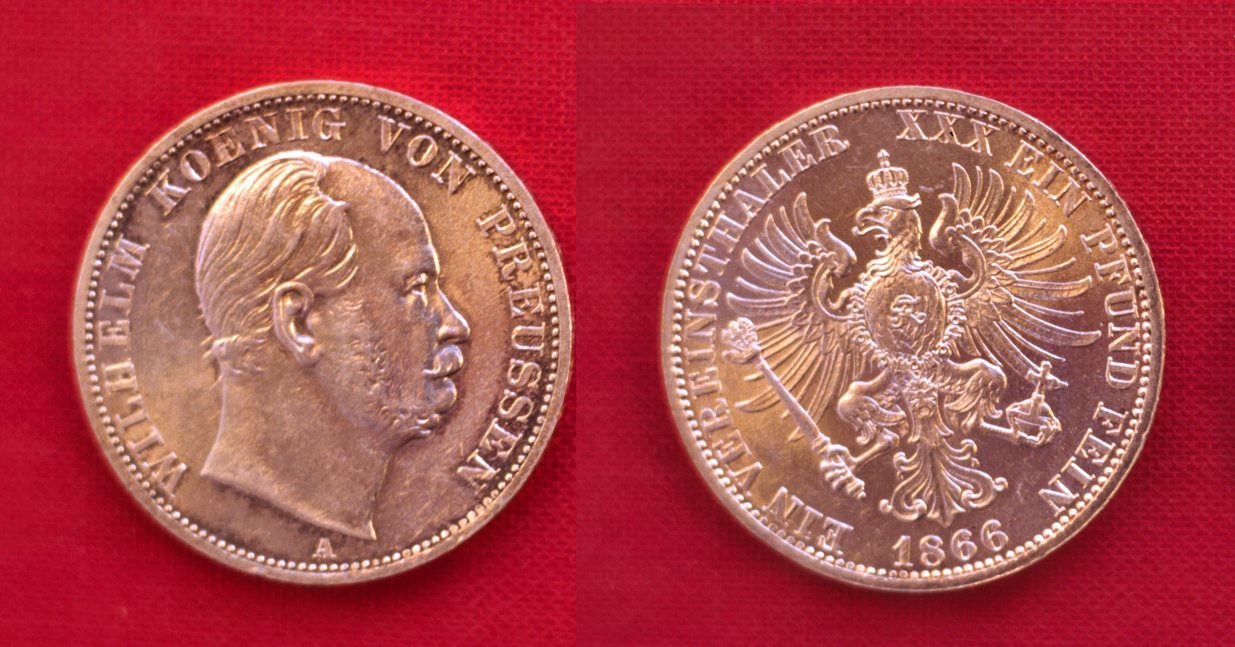
Предшественник золотой марки — союзный талер (Vereinsthaler)

В результате подписания Венской монетной конвенции основной денежной единицей союза стал союзный талер (нем. Vereinsthaler) со следующими зафиксированными соотношениями: 1 союзный талер = 0,5 двойного талера (1 прусский талер) = 1,5 австрийских гульдена = 1 3/4 южногерманского гульдена.
Подписание Венской конвенции вызвало целый ряд экономических последствий. Большая часть торговых расчётов, как в Южной Германии, так и в Австрии, стала производиться в союзных талерах. Прусские талеры, отчеканенные до 1857 года, по сути соответствовали новым союзным талерам и вместе с ними стали основной денежной единицей для всех германских государств. Это привело к тому, что южногерманские государства стали чеканить более 90 % союзных талеров и менее 10 % местных гульденов, в то время как до 1857 года соотношение было обратным. По сути это означало переход из одного монетного союза в другой. Даже Австрия выпустила наравне с гульденами значительный тираж талеров. Таким образом, Венская монетная конвенция усилила влияние Пруссии и уменьшила - Австрии.
После поражения в австро-прусской войне в 1866 году Австрия вышла из Венской конвенции и присоединилась к Латинскому монетному союзу. После победы во франко-прусской войне и объединения германских государств в единую Германскую империю Венская монетная конвенция утратила своё значение. В 1871 году объединённая Германия приняла золотой стандарт и ввела новую денежную единицу — марку.

### Введение и история обращения

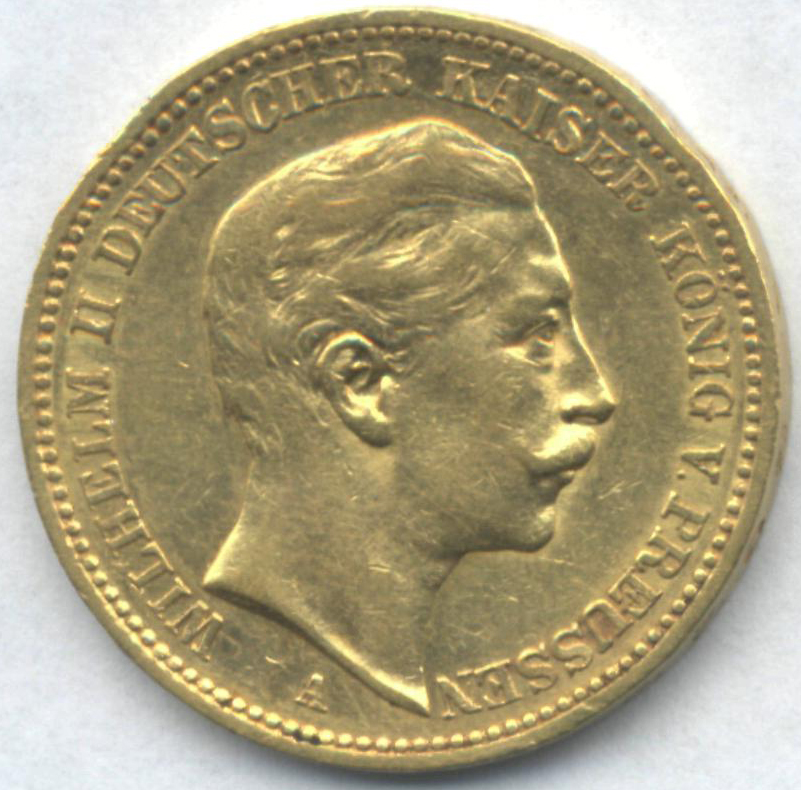
Аверс золотой монеты Германской империи с наибольшим тиражом — 20 марок королевства Пруссия

Законом от 4 декабря 1871 года устанавливалась единая валюта для всей Германской империи — золотая марка, содержавшая 0,358423 г чистого золота, и регламентировался выпуск монет в 10 и 20 марок. Наряду с золотыми марками обращались прежние серебряные монеты государств Германии. Золотомонетный стандарт введён законом (монетным уставом) от 9 июля 1873 года на базе золотого содержания марки. Прежние монеты всех наименований начали изыматься в обмен на марки по указанным в законах соотношениям. 1 южнонемецкий гульден обменивался на 1 марку 71 пфенниг, а союзный талер — на 3 марки. Деньги вольных городов Бремена, Любека и Гамбурга подлежали обмену в следующем соотношении — 10 марок соответствовали 8 маркам и 51⁄3 шиллинга гамбургской и любекской денежных систем, 3 1⁄93 бременских золотых талера. Союзные талеры находились в обращении вплоть до 1907 года включительно. После демонетизации талеров в 1908 году стали выпускать их аналоги — серебряные монеты номиналом в 3 марки.
На момент введения марки в Германской империи в обращении находились около 140 наименований самых разнообразных монет и банкнот на общую сумму около 2,6 миллиарда марок. Из них 76 % составляли монеты, 14 % — государственные бумажные деньги и 10 % — банкноты различных финансовых учреждений, не обеспеченные серебром и/или золотом. Все они подлежали обмену на марку.
Переход Германской империи к золотой марке вызвал целый ряд экономических процессов в других странах. Латинский монетный союз, который включал в себя многие европейские и латиноамериканские страны, в том числе Францию, Италию и Швейцарию, придерживался биметаллизма. Биметаллизм предполагает свободный обмен серебра на золото и наоборот по чётко фиксированному государством соотношению. Переход Германской империи к золотомонетному стандарту, повышение цены золота относительно к серебру привели к тому, что союзные талеры стали массово вывозиться в страны Латинского союза с целью обмена на золото. Это привело к тому, что во Франции и других странах пришлось прекратить свободную чеканку серебряных монет. В результате национальные денежные единицы в этих государствах стали носить характер хромающей валюты. Сама золотая марка также до 1907 года включительно была хромающей валютой, так как циркулировала наравне с предшествовавшими ей союзными талерами в соотношении 1 союзный талер = 3 марки.

#### Использование золотой марки в колониях Германской империи

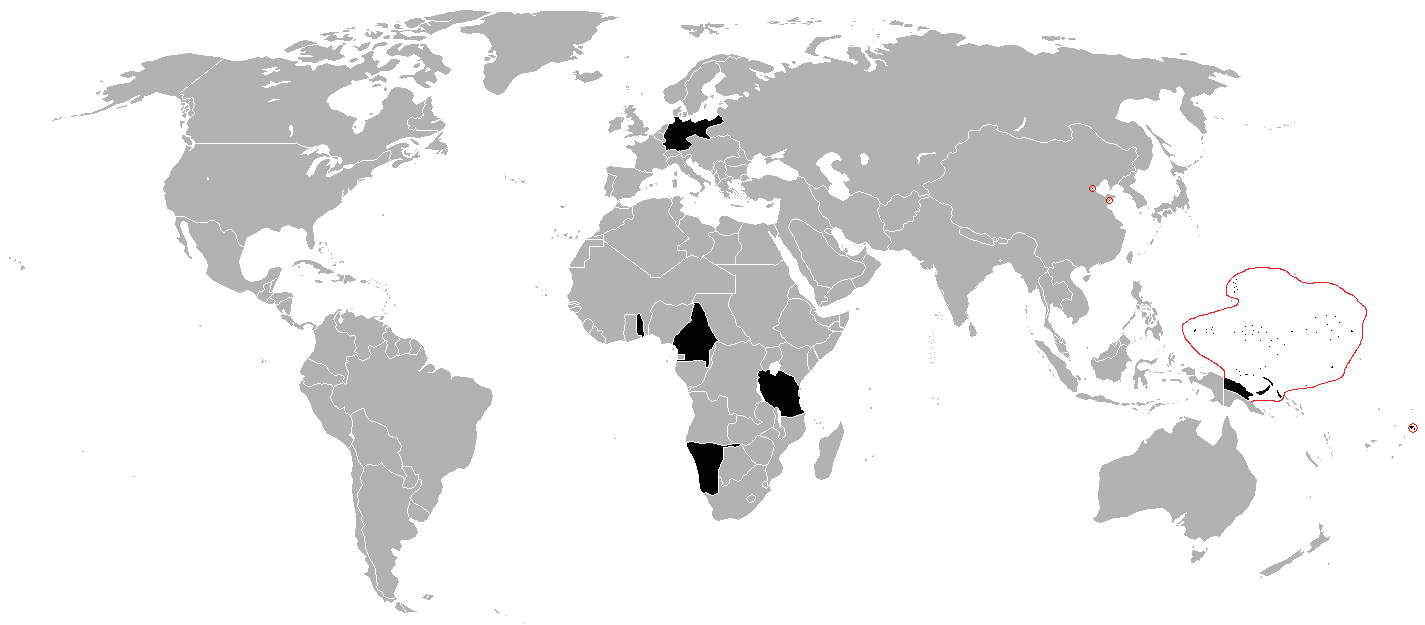
Германия и её колонии

За время существования Германская империя приобрела ряд колоний в Азии, Африке и Океании. На территории каждой из них возникла система денежных расчётов, обусловленная историческими особенностями.
Основной денежной единицей германской Юго-Западной Африки (современной Намибии) с 1884 года, когда она была признана сферой немецкого влияния, до 1901 был английский фунт стерлингов. В 1893 году законодательно был установлен обменный курс, приравнивающий 1 фунт стерлингов к 20 маркам. Содержание чистого золота в одном фунте (7,3224 г) превышало его содержание в 20 марках (7,168 г). Согласно закону Грешема («Худшие деньги вытесняют из обращения лучшие»), «худшая» марка вытеснила «лучший» фунт. С 1901 года денежной единицей Юго-Западной Африки стала золотая марка. При этом на территории данной колонии монеты достоинством в 5 марок, 20 пфеннигов, а также союзный талер, циркулировавший в самой метрополии вплоть до 1907 года включительно, не являлись законным платёжным средством. Демонетизация Германской империи в этой колонии произошла через 5 лет после прекращения её существования в 1923 году.
В Камеруне и Тоголенде на момент объявления их немецкими колониями в 1884 году циркулировали талеры Марии Терезии, британские фунты и французские франки. На их территории также была введена марка и установлен обменный курс 1 фунт = 20 марок, 20 франков = 16 марок. Как и в Юго-Западной Африке, монеты номиналом в 20 пфеннигов и 5 марок не являлись законным платёжным средством на территории Камеруна и Тоголенда.
В Самоа в 1899 году, вскоре после подчинения Германской империи, была введена немецкая марка. В отличие от других колоний, курс обмена золотой марки на английский фунт на этом острове был справедливым и составлял 1 фунт = 20 марок 42 пфеннига. Доллар США обменивался по курсу 10 $ = 41 марка 90 пфеннигов.
В германских Новой Гвинее и Восточной Африке циркулировали собственные денежные единицы — марка Новой Гвинеи и германская восточноафриканская рупия. При этом в Германской Восточной Африке серебряные монеты чеканили из серебра 917 пробы, а Новой Гвинее — 900. Также небольшие тиражи монет номиналом в 5 и 10 центов из никеля были выпущены для небольшой колонии в Китае Цзяо-Чжоу.

### Бумажная марка, нотгельды и демонетизация золотой марки

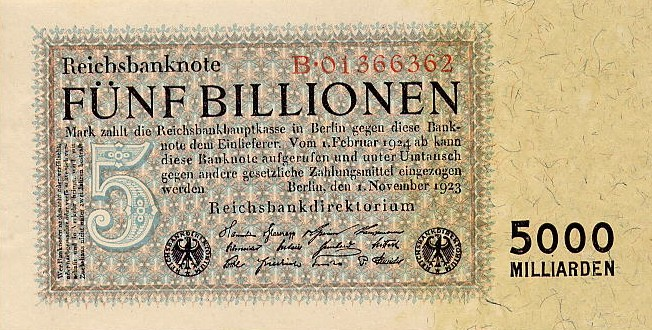
5 триллионов марок. Бумажная марка, преемница золотой

4 августа 1914 года, сразу же после вступления Германской империи в Первую мировую войну, обмен незолотых монет и банкнот на золото был прекращён. Последовавшая за этим инфляция привела к почти полному обесцениванию бумажных денег. Термин «золотая марка» появился после 1914 года, для подчёркивания отличия этих марок от бумажных, которые были подвержены гиперинфляции. Официально золотая марка была демонетизирована в августе 1924 года с введением рейхсмарки.

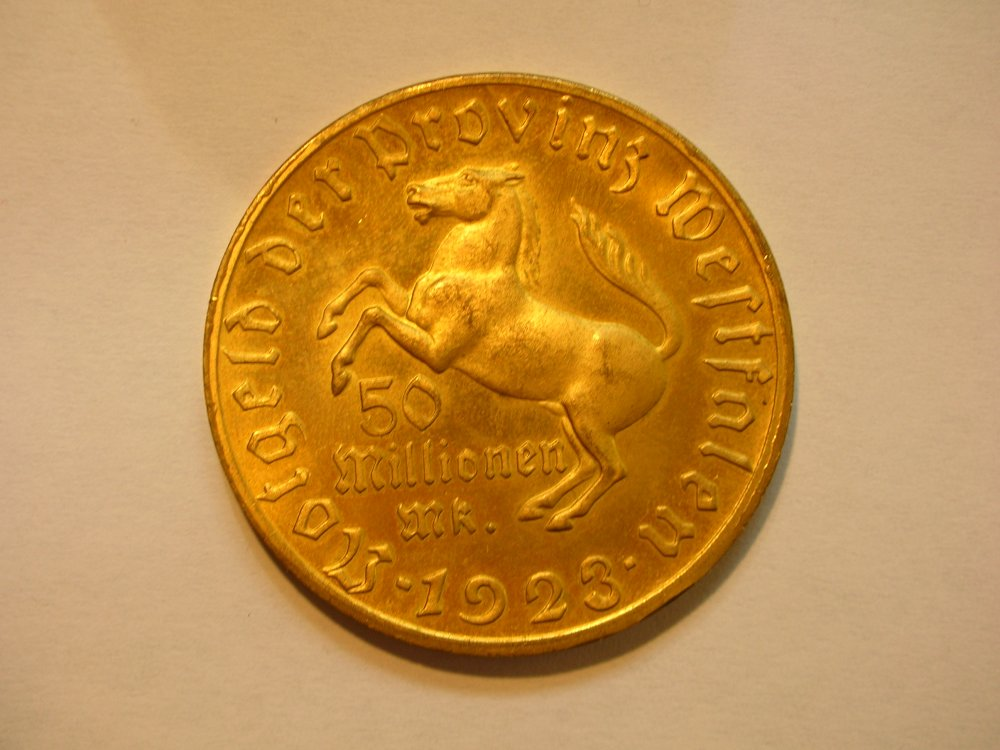
50 миллионов марок. Нотгельд провинции Вестфалия

С началом Первой мировой войны Германская империя столкнулась с целым рядом трудностей. Одной из них были громадные финансовые затраты на ведение войны. Это способствовало возникновению острой нехватки наличных денег в обороте, то есть демонетизации экономики. Серебро и золото быстро исчезло из оборота. Вскоре население стало накапливать и разменную монету из меди. В условиях, когда центральный банк не мог продолжать массовую чеканку денег из благородных металлов, ряду городов было разрешено выпускать собственные деньги чрезвычайных обстоятельств (нем. Notgeld). Первыми нотгельдами стали выпущенные 31 июля 1914 года Бременом банкноты номиналом в 1, 2 и 2,5 марки. По оценкам составителя каталога нотгельдов Арнольда Келлера только в 1914 году 452 инстанции эмитировали около 5,5 тысяч типов различных типов денег чрезвычайных обстоятельств. Плохо контролируемый центральным правительством процесс выпуска нотгельдов привёл к тому, что количество выпускаемых типов стало исчисляться тысячами.
На этом фоне выпуск центральным банком монет малых номиналов из более дешёвых, чем до войны, металлов не мог привести к нормализации финансовой жизни страны.
Более того, расчёты в золотых марках производились намного позже их демонетизации. Так в 1919 году на Германию были наложены репарации в 269 миллиардов золотых марок. Золотая марка соответствовала 1/2790 кг или 0,3584 г чистого золота. Впоследствии суммы несколько раз пересматривались. Выплата репараций в «золотых марках» была окончательно завершена в 2010 году.
На 2013 год расчёты в золотых марках сохранились в страховании. Учитывая, что стоимость евро колеблется, при страховании жилья определяется его оценочная стоимость, выраженная в золотых марках. При наступлении страхового случая страхователь получает денежный эквивалент золотых марок. Сумма выплаты определяется с помощью специального индекса, который постоянно корректируется. Так, в 2008 году он составлял 11,52 евро за одну золотую марку, а в 2013 — 12,6 евро.

### Изъятие золотой марки на потерянных после войны территориях

Территориальные потери Германии по Версальскому миру:
1. Северный Шлезвиг: к Дании
2. Позен и Западная Пруссия: к Польше
3. Вольный город Данциг
4. Мемельланд: в 1923 году к Литве
5. Восточная часть Верхней Силезии: к Польше
6. Глучинская область: к Чехословакии
7. Эльзас-Лотарингия: к Франции
8. Эйпен и Мальмеди: к Бельгии
9. Саарская область: под управление Лиги Наций

По результатам Первой мировой войны Германия потеряла более 67 тысяч км² в Европе и все свои колониальные владения. Европейские территории отошли как к ранее существовавшим государствам, так и вновь созданным.
На отнятых территориях стали циркулировать местные валюты — датские кроны, бельгийские и французские франки, польские марки, чехословацкие кроны и литовские литы. Некоторые земли, такие как Мемельланд и Данциг вначале перешли под контроль Лиги Наций и лишь впоследствии были переданы под управление других государств. В вольном городе Данциге в 1923 году была образована новая валюта «данцигский гульден». Он приравнивался к 1/25 части фунта стерлингов и делился на 100 пфеннигов.
Разбросанные по всему миру германские колонии в большинстве случаев были вынуждены капитулировать в самом начале войны. Впоследствии они перешли под управление Франции, Великобритании и её доминионов (ЮАР и Австралия). Впоследствии золотая марка на их территории перестала быть законным платёжным средством.
Так в Британском Камеруне марка была заменена западноафриканским фунтом

## Монеты
Монеты номиналом более 1 марки выпускались отдельными областями, которые образовали единую Германскую империю, и имели стандартный внешний вид реверса (герб Германской империи) и различное оформление аверса (разное для каждой области, входящей в единое государство). На монетах монархий (королевства, герцогства, княжества) изображался портрет монарха, а на монетах «вольных ганзейских городов» Бремена, Гамбурга и Любека — гербы этих городов. Одновременно чеканились монеты 25 историческими областями Германской империи:
1. Герцогство Ангальт
2. Королевство Бавария
3. Великое герцогство Баден
4. Герцогство Брауншвейг
5. Вольный город Бремен
6. Княжество Вальдек-Пирмонт
7. Королевство Вюртемберг
8. Свободный и Ганзейский город Гамбург
9. Великое герцогство Гессен
10. Княжество Липпе
11. Свободный и Ганзейский город Любек
12. Великое герцогство Мекленбург-Стрелиц
13. Великое герцогство Мекленбург-Шверин
14. Великое герцогство Ольденбург
15. Королевство Пруссия
16. Княжество Рёйсс-Грейц
17. Княжество Рёйсс-Шлейц
18. Герцогство Саксен-Альтенбург
19. Великое герцогство Саксен-Веймар-Эйзенах
20. Герцогство Саксен-Кобург-Гота
21. Герцогство Саксен-Мейнинген
22. Королевство Саксония
23. Княжество Шаумбург-Липпе
24. Княжество Шварцбург-Зондерсхаузен
25. Княжество Шварцбург-Рудольштадт

Монеты номиналом от 1 пфеннига до 1 марки имели стандартный внешний вид для всей Германской империи.

### Золотые монеты
Золотые монеты чеканились из золота 900 пробы по стандарту 2790 марок = 1 килограмм чистого золота. Чеканка золотых монет прекратилась в 1915 году.
Выпуск золотых монет регламентировался законом от 4 декабря 1871 года. Пятая статья данного закона определяла внешний вид монет. На одной стороне, согласно закону, должен был быть помещён герб Германской империи, указание номинала в марках, год чеканки. Другая сторона должна была содержать изображение местного правителя одного из германских государств, которые вошли в новосозданную империю, либо герб вольных городов-государств, которые также были присоединены к Германской империи. Также лицевая сторона монеты должна была содержать соответствующую надпись характеризующую изображение, а также знак монетного двора.
Шестая статья возлагала ответственность за чеканку новых монет на имперское правительство. Более того, она напрямую указывает, что чеканка монет с изображениями правителей земель, которые не имеют собственного монетного двора, должна быть произведена в других землях. Это привело к тому, что за время существования Германской империи было выпущено множество типов монет с изображениями правителей и гербов вольных городов всех 25 составляющих империю земель.
| Номинал  | Общий вес, г | Чистый вес, г | Проба | Диаметр, мм | Годы чеканки | Общий тираж | Типичный аверс             | Типичный реверс | Гурт                                                    |
| -------- | ------------ | ------------- | ----- | ----------- | ------------ | ----------- | -------------------------- | --------------- | ------------------------------------------------------- |
| 5 марок  | 1,9912       | 1,7921        | 900   | 17,0        | 1877—1878    | >5,5 млн    | Портрет местного правителя | Имперский орёл  | гладкий                                                 |
| 10 марок | 3,9825       | 3,5842        | 900   | 19,5        | 1872—1914    | >74 млн     | Портрет местного правителя | Имперский орёл  | арабески                                                |
| 20 марок | 7,9650       | 7,1685        | 900   | 22,5        | 1872—1915    | >231 млн    | Портрет местного правителя | Имперский орёл  | арабески и надпись GOTT MIT UNS (с нем. — «С нами Бог») |

С началом Первой мировой войны золотомонетный стандарт был отменён, размен банкнот Рейхсбанка на золотые монеты прекращён. Хоть на монетном дворе Берлина в 1915 году и были отчеканены золотые 20-марочные монеты с изображением кайзера Вильгельма II, в обиход они не попали.

### Серебряные монеты
9 июля 1873 года принят монетный закон, который регламентировал переход всех государств в составе империи к единой денежной системе, а также выпуск серебряных монет. В частности, в законе прописывался курс, по которому старые деньги обменивались на новые. Так, союзный талер приравнивался к 3 маркам, 1 гульден — к 1 5⁄7 марки, или к 1 марке 71 пфеннигу, марка Любека и Гамбурга — к 1 1⁄5 новой марки. В третьей статье монетного закона устанавливались вес и внешний вид серебряных монет объединённого государства. Из серебра могли чеканиться монеты номиналом в 1, 2 и 5 марок, а также 20 и 50 пфеннигов. Каждая марка должна была содержать сотую часть таможенного фунта чистого серебра (500 г), или 5 г. Все серебряные монеты надлежало выпускать из 900 частей серебра и 100 частей меди, чтобы 90 серебряных марок весили 1 фунт.
Во 2 и 3 параграфах третьей статьи чётко описывался внешний вид новых монет. Реверс каждой из них должен был включать надпись «DEUTSCHES REICH» (Германская империя), год выпуска и герб — имперского орла. При этом на монетах более 1 марки номинал помещался на реверсе, в то время как на 1-марочной и ниже — на аверсе. Аверс 2- и 5-марочных монет мог быть оформлен каждым государством в составе империи по своему усмотрению.
Наиболее распространённая до объединения Германии монета, союзный талер (эквивалентен 3 маркам), оставалась в обращении до 1907 года включительно. После её демонетизации стали чеканить монеты номиналом в 3 марки.
Следует учитывать, что, кроме монет перечисленных номиналов, на 1871 год (год создания империи) на территории германских государств также циркулировали монеты более ранних денежных систем (рейхсталер, кроненталер, конвенционный талер, многие другие типы монет).
| Номинал      | Общий вес, г | Чистый вес, г | Проба | Диаметр, мм | Годы чеканки | Общий тираж | Типичный аверс             | Типичный реверс | Гурт                           |
| ------------ | ------------ | ------------- | ----- | ----------- | ------------ | ----------- | -------------------------- | --------------- | ------------------------------ |
| 20 пфеннигов | 1,111        | 1,0           | 900   | 16          | 1873—1877    | >168 млн    | Номинал                    | Имперский орёл  | 110 насечек                    |
| 50 пфеннигов | 2,778        | 2,5           | 900   | 20          | 1875—1903    | >115 млн    | Номинал                    | Имперский орёл  | 126 насечек                    |
| ½ марки      | 2,778        | 2,5           | 900   | 20          | 1905—1919    | >324 млн    | Номинал                    | Имперский орёл  | 90 насечек                     |
| 1 марка      | 5,556        | 5,0           | 900   | 24          | 1873—1916    | >361 млн    | Номинал                    | Имперский орёл  | 140 насечек                    |
| 2 марки      | 11,111       | 10,0          | 900   | 28          | 1876—1915    | >160 млн    | Портрет местного правителя | Имперский орёл  | 140 насечек                    |
| 3 марки      | 16,667       | 15,0          | 900   | 33          | 1908—1918    | >57 млн     | Портрет местного правителя | Имперский орёл  | GOTT MIT UNS (рус. С нами Бог) |
| 5 марок      | 27,778       | 25,0          | 900   | 38          | 1874—1915    | >56 млн     | Портрет местного правителя | Имперский орёл  | GOTT MIT UNS (рус. С нами Бог) |

Вскоре после вступления Германской империи в Первую мировую войну в 1914 году, массовый выпуск монет из благородных металлов был прекращён. Тиражи 3- и 5-марочных монет, посвящённых тем или иным памятным событиям, стали мизерными. 2 марки перестали чеканиться вовсе. Наиболее редкими монетами данного периода являются 3 марки 1918 года, посвящённые золотой свадьбе короля Баварии Людвига III (130 экземпляров), и 3 марки 1917 года в честь 400-летия начала Реформации (100 экземпляров).
Последовавшая вслед за поражением Германской империи в Первой мировой войне гиперинфляция привела к замене золотой марки бумажными ассигнациями или так называемой бумажной маркой. В условиях, когда цена содержащегося в монетах серебра превышала их номинальную стоимость, они тезаврировались и широко в денежном обращении послевоенной Германии не применялись. Официально серебряные монеты Германской империи были демонетизированы в августе 1924 года с введением рейхсмарки (1 серебряная рейхсмарка весила 5 граммов и имела 500-ю пробу, то есть содержала в два раза меньше драгоценного металла, чем серебряная марка империи).

### Монеты из неблагородных металлов
Монетным законом 1873 года, кроме номинала и вида серебряных монет, был установлен выпуск разменных монет в 1, 2, 5 и 10 пфеннигов из неблагородных металлов. На лицевой стороне они должны были содержать указание номинала, год выпуска и надпись «DEUTSCHES REICH», на обратной — герб Германской империи и знак монетного двора. В отличие от серебряных и золотых монеты из неблагородных металлов имели одинаковый вид, вне зависимости от того в какой части государства были отчеканены. В 1886 году кайзер Вильгельм I подписал закон согласно которому монеты номиналом в 20 пфеннигов следовало чеканить не из серебра, а из никелевого сплава. Первые мельхиоровые 20-пфенниговые монеты стали выпускать в 1887 году. Непродолжительный период с 1909 по 1912 годы чеканились монеты номиналом в 25 пфеннигов.
| Аверс | Реверс | Номинал                                              | Металл                             | Вес, г | Диаметр, мм | Годы чеканки | Тираж            |
| ----- | ------ | ---------------------------------------------------- | ---------------------------------- | ------ | ----------- | ------------ | ---------------- |
|       |        | 1 пфенниг                                            | Бронза (0,95 Cu, 0,04 Sn, 0,01 Zn) | 2      | 17,5        | 1873—1889    | > 478 млн        |
|       |        | 1 пфенниг                                            | Бронза (0,95 Cu, 0,04 Sn, 0,01 Zn) | 2      | 17,5        | 1890—1916    | > 1 млрд 120 млн |
|       |        | 1 пфенниг                                            | Алюминий                           | 0,775  | 16          | 1916—1918    | > 50 млн         |
|       |        | 2 пфеннига                                           | Бронза (0,95 Cu, 0,04 Sn, 0,01 Zn) | 3,333  | 20          | 1873—1877    | > 310 млн        |
|       |        | 2 пфеннига                                           | Бронза (0,95 Cu, 0,04 Sn, 0,01 Zn) | 3,333  | 20          | 1904—1916    | > 151 млн        |
|       |        | 5 пфеннигов                                          | Мельхиор (0,75 Cu, 0,25 Ni         | 2,5    | 18          | 1874—1889    | > 266 млн        |
|       |        | 5 пфеннигов                                          | Мельхиор (0,75 Cu, 0,25 Ni         | 2,5    | 18          | 1890—1915    | > 478 млн        |
|       |        | 5 пфеннигов                                          | Оцинкованное железо                | 2,5    | 17,5        | 1915—1922    | > 1 млрд 514 млн |
|       |        | 10 пфеннигов                                         | Мельхиор (0,75 Cu, 0,25 Ni         | 4      | 21          | 1873—1889    | > 272 млн        |
|       |        | 10 пфеннигов                                         | Мельхиор (0,75 Cu, 0,25 Ni         | 4      | 21          | 1890—1916    | > 468 млн        |
|       |        | 10 пфеннигов разновидность со знаком монетного двора | Оцинкованное железо                | 3,226  | 21          | 1917—1922    | > 245 млн        |
|       |        | 10 пфеннигов разновидность без знака монетного двора | Оцинкованное железо                | 3,226  | 21          | 1917—1922    | > 1 млрд 250 млн |
|       |        | 20 пфеннигов                                         | Мельхиор (0,75 Cu, 0,25 Ni         | 6,25   | 23          | 1887—1888    | > 15 млн         |
|       |        | 20 пфеннигов                                         | Мельхиор (0,75 Cu, 0,25 Ni         | 6,25   | 23          | 1890, 1892   | > 10 млн         |
|       |        | 25 пфеннигов                                         | Никель                             | 4      | 23          | 1909—1912    | > 30 млн         |

### Монетные дворы
Монеты Германской империи выпускались на нескольких монетных дворах. Знак монетного двора — небольшая буква на аверсе или реверсе.
| Знак | Монетный двор                | Годы работы |
| ---- | ---------------------------- | ----------- |
| А    | Берлинский монетный двор     | с 1872      |
| В    | Монетный двор Ганновера      | 1872—1878   |
| С    | Монетный двор Франкфурта     | 1872—1879   |
| D    | Баварский монетный двор      | c 1872      |
| E    | Дрезденский монетный двор    | 1872—1887   |
| E    | Монетный двор Мульденхюттена | с 1887      |
| F    | Монетный двор Штутгарта      | с 1872      |
| G    | Монетный двор Карлсруэ       | с 1872      |
| H    | Монетный двор Дармштадта     | 1872—1882   |
| J    | Монетный двор Гамбурга       | с 1875      |

## Банкноты

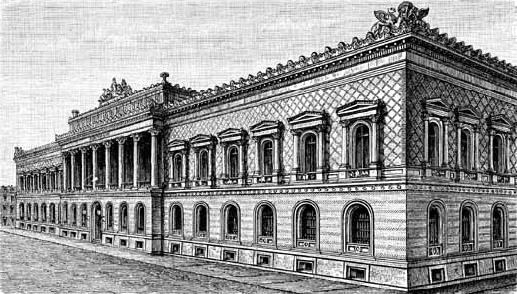
Здание Рейхсбанка на Егерштрассе

В соответствии с монетным уставом Германской империи, 9 июля 1873 года в государстве вводилось новое платёжное средство — золотая марка. Рейхсбанк начал свою деятельность в качестве центрального банка Германской Империи согласно Закону «О банке» от 14 марта 1875 года с 1 января 1876 года. Его предшественник — Прусский банк — прекращал свою деятельность. Штаб-квартира Рейхсбанка находилась в Берлине. Первоначально Рейхсбанк подчинялся непосредственно Рейхсканцлеру. Центральным управляющим органом Рейхсбанка было Правление, президент которого назначался Императором по представлению Бундесрата. Уставной капитал банка составлял 120 миллионов марок и целиком находился в распоряжении частных акционеров. В 1884 году акциями банка владели 6140 жителей Германии и 1462 иностранца.
Основной задачей Рейхсбанка был контроль над стоимостью и объёмом внутренней валюты. Правом печатать денежные знаки наряду с Рейхсбанком обладали ещё 32 частных эмиссионных банка. К 1889 году число частных банков-эмитентов сократилось до 13. К 1906 году право эмиссии денежных знаков сохранили за собой лишь четыре крупнейших банка — государственные банки Бадена, Баварии, Саксонии и Вюртемберга. Такое положение сохранялось вплоть до 1935 года. В соответствии с Монетным уставом от 9 июля 1873 года, купюры достоинством более 100 марок должны были обеспечиваться резервами Рейхсбанка. Необеспеченные купюры достоинством до 100 марок, в соответствии с Законом о выпуске имперских банковских билетов от 30 апреля 1874 года, имели достоинство в 5, 20 и 50 марок. По инициативе министра финансов Отто фон Кампхаузена в 9-м параграфе Закона о банке от 14 марта 1875 года было закреплено так называемое «правило Палмера», в соответствии с которым эмиссия денежных средств сверх обеспечения Рейхсбанка облагалась пятипроцентным налогом.
В 1914 году с началом Первой мировой войны Германская империя эмитировала кредитные деньги (нем. Darlehnskassenschein). От обычных банкнот они отличались тем, что будучи обязательными к приёму они не подлежали размену на золото. Таким образом государство требовало от подданных работы в долг, до прекращения военных действий. Пруссия имела опыт введения таких обязательств во время франко-прусской войны 1870—1871 годов.
Таким образом в разные периоды существования Германской империи на её территории циркулировали как кредитные билеты частных банков, так и банкноты Рейхсбанка, а также кредитные деньги, не обеспеченные золотом.

## Курсы валют
На 1890 год, когда валютный курс определялся на основании золотого паритета, соотношение золотой марки и основных мировых денежных единиц было следующим:
| 1 фунт стерлингов                           | 20,40 марки           |
| 1 португальский мильрейс                    | 4,50 марки            |
| 1 доллар США                                | 4,25 марки            |
| 1 рубль золотом 1 рубль кредитными билетами | 3,20 марки 1,77 марки |
| 1 австрийский гульден                       | 1,70 марки            |
| 1 нидерландский гульден                     | 1,70 марки            |
| 1 датская крона                             | 1,125 марки           |
| 1 норвежская крона                          | 1,125 марки           |
| 1 шведская крона                            | 1,125 марки           |
| 1 бельгийский франк                         | 0,81 марки            |
| 1 греческая драхма                          | 0,81 марки            |
| 1 итальянская лира                          | 0,81 марки            |
| 1 испанская песета                          | 0,81 марки            |
| 1 люксембургский франк                      | 0,81 марки            |
| 1 румынский лей                             | 0,81 марки            |
| 1 французский франк                         | 0,81 марки            |
| 1 швейцарский франк                         | 0,81 марки            |
| 1 турецкий пиастр                           | 0,18 марки            |

## Комментарии
1. ↑  Народное название ахтехальбер